# Nameless Motor
Die Nameless Motor Co. Ltd. war ein britischer Automobilhersteller, der 1908–1909 in Hendon (London) ansässig war. Der Grund für die eigenartige Wahl des Firmennamens (dt.: Namenlos) ist nicht bekannt.
Das einzige Modell, ein 14 hp oder 15,9 hp, besaß einen Vierzylinder-Reihenmotor mit 1.810 cm³ Hubraum.

## Quelle
- David Culshaw & Peter Horrobin: The Complete Catalogue of British Cars 1895–1975. Veloce Publishing plc. Dorchester (1997). ISBN 1-874105-93-6